# 海底二万里
『海底二万里』（かいていにまんり、仏：Vingt mille lieues sous les mers）は、ジュール・ヴェルヌが1870年に発表した冒険小説である。日本語タイトル表記は表題のほか多数ある（後述）。初版の挿絵はエドゥアール・リウーとアルフォンス・ド・ヌヴィル。

## ストーリー

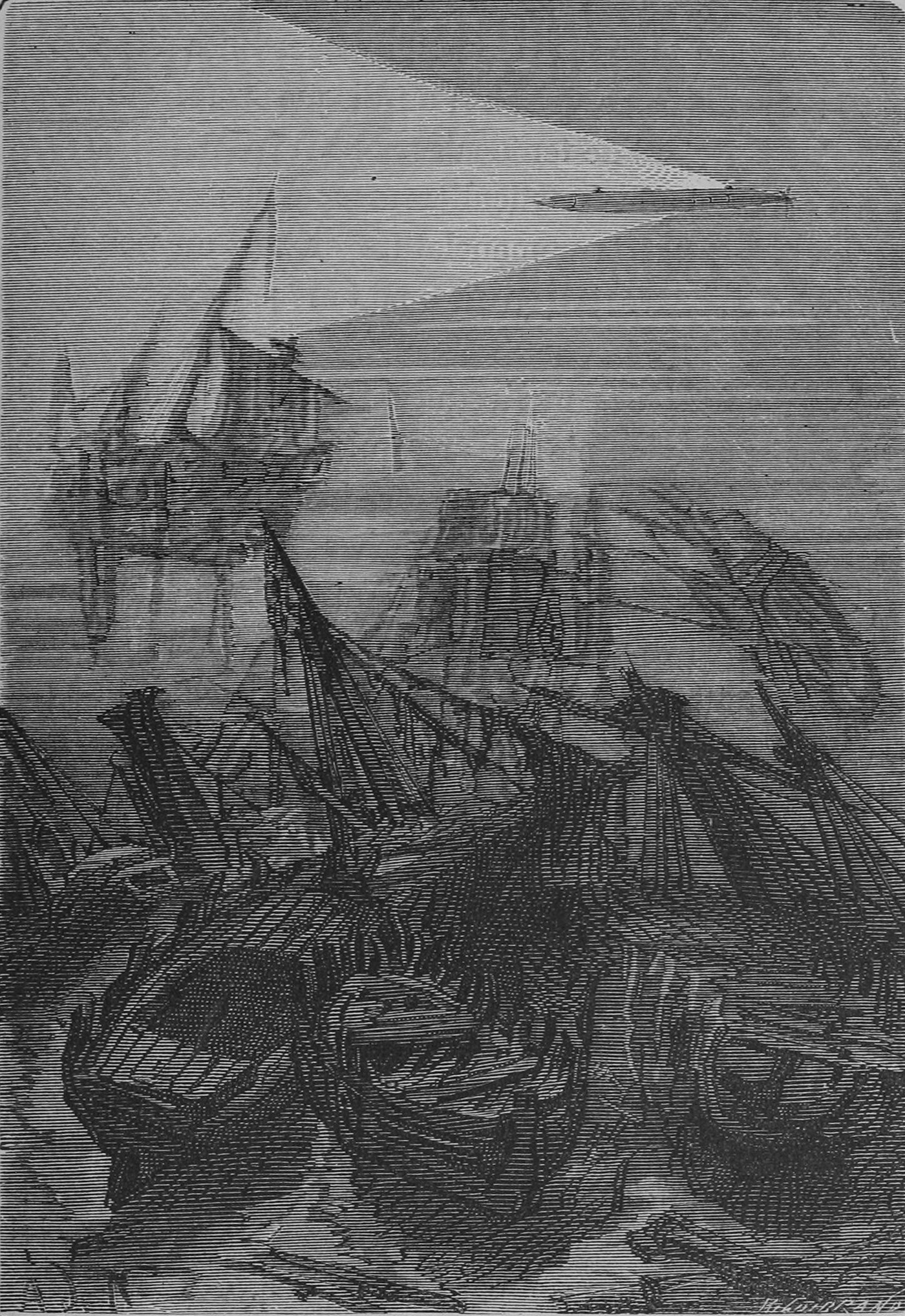
ビーゴ湾の沈没船

※以下の日本語表記は『海底二万里』江口清訳 集英社版に従う。
この物語は、ネモ船長と名乗る人物により極秘裏に建造された新鋭潜水艦、ノーチラス号の海洋冒険譚である。
船舶が巨大な角のようなもので喫水線下に大穴をあけられるという海難事故が多発していた。フランスの海洋生物学者アロナックスは、イッカクのような巨大なクジラ類の仕業という仮説を立て、助手のコンセイユや銛打ちの名手ネッド・ランドとともにアメリカ合衆国の軍艦「エイブラハム・リンカン号」で調査に向かうが、艦は謎の怪物の襲撃を受け、3人は海に投げ出される。
3人は、幸運にもその怪物こと潜水艦ノーチラス号の甲板に打ち上げられ、ネモと自称する男に救助される。彼らは捕虜としての扱いを受けるが、ネモとその仲間とともに海中の旅に出発し、紅海の本物のサンゴ礁やビーゴ湾の海戦の残骸、沈んだアトランティス大陸の遺跡などを目にする。
しかし、ネモには謎めいた言動があり、アロナックスは不審に思う。どうやらネモはどこかの国でひどい迫害を受け、その復讐のために海中に潜んでいるらしかった。ある日ノーチラス号は国籍不明の軍艦から攻撃を受けるが、反撃しその軍艦を撃沈する。これを機に、以前からネモに不信感を抱いていたネッドは2人にノーチラス号からの脱出を持ちかけ、彼らは艦がスカンディナヴィア半島沖の「魔の大渦（メイルストローム）」に巻き込まれた隙に逃亡する。

## 登場人物

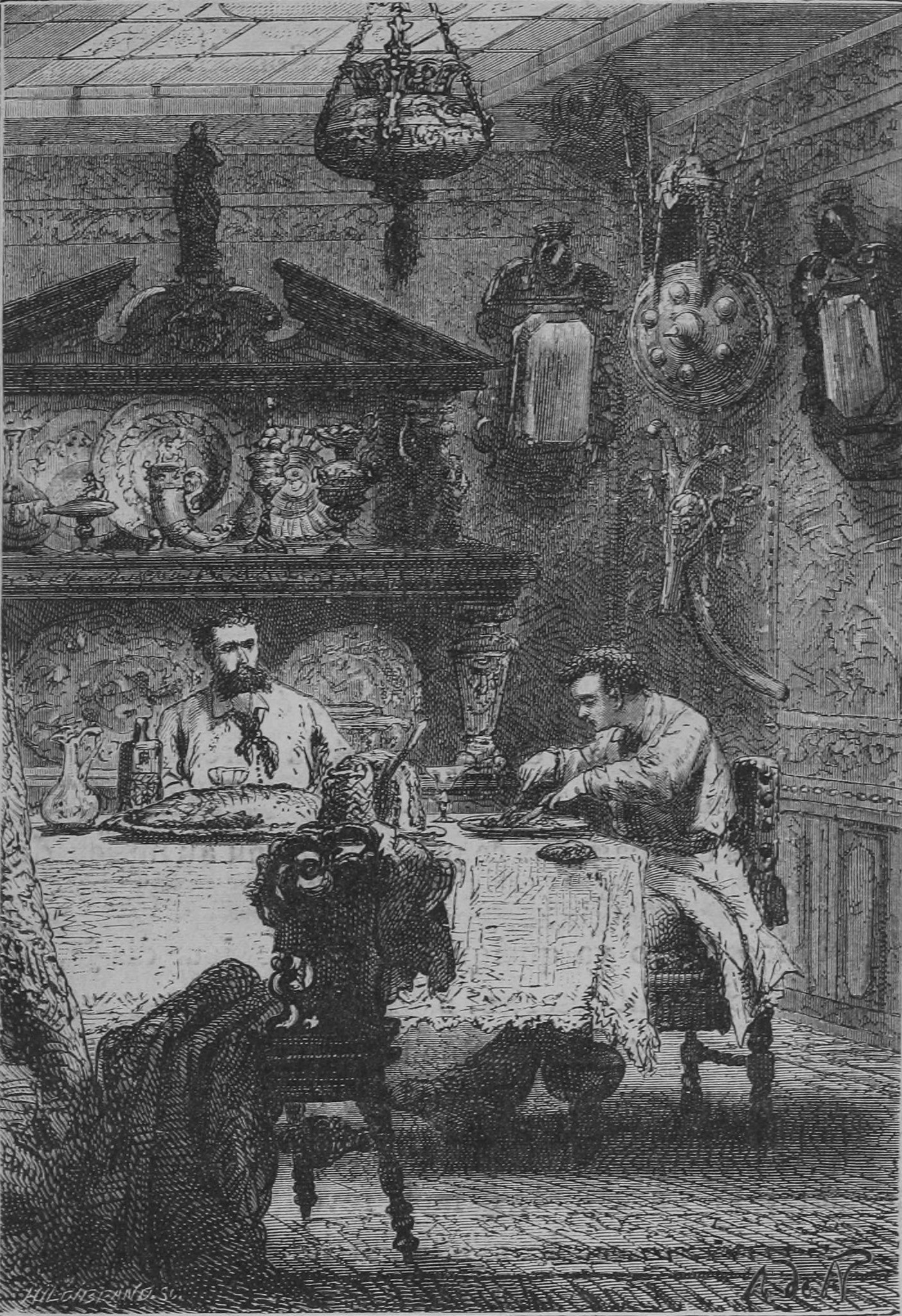
アロナックス（右）とネモ

ピエール・アロナックス
本作の語り手である海洋生物学者。40歳。パリ博物館の博物学教授で、「深海底の謎」の著者。作中では「アロナックス教授」、コンセイユからは「先生」と呼ばれている。謎の巨大生物の探査のため「エイブラハム・リンカン号」での調査活動に招請された。気難しいネッド・ランドと早々に仲良くなったり、ネモとも会話の機会が多く社交的である。
コンセイユ
アロナックスの忠実すぎる助手。フランドルの出身、30歳（コンセイユとはフランス語で「助言」の意味がある）。頭は良く、分類学の知識はずば抜けているものの、その種が何であるかという同定の能力はからっきしである。ネッドとは気が合い、行動を共にする場面が多い。その一方、ネモとの接触の機会は少ないが、本人はそれほど悪い印象を持っていない。
ネッド・ランド
エイブラハム・リンカン号に雇われた腕利きの銛使いで、酒と肉が好きなケベック出身のカナダ人。40歳ぐらい。「ネッド親方」と呼ばれているが、アロナックスの回想では「銛打ち」や「カナダ人」とされている。分類学は不得手だが観察力と記憶力に優れ、フランス語も話す。頑固で気が短く、艦内ではクルーとあまり口をきかずに怒りを募らせている場面が多い。
ネモ船長
ノーチラス号の艦長。艦の甲板に打ち上げられたアロナックスたちを捕虜として収容する。年齢不詳。謎めいた人物で、部下たちも同様である。海中世界をことのほか好み、地上世界を極度に嫌う。知的だが複雑な性格で、残酷さを表に出す一方、人道的な一面もある。

## 解説
| 海上の一点鎖線はノーチラス号の航路 |  | 海上の一点鎖線はノーチラス号の航路 |
| 海上の一点鎖線はノーチラス号の航路 |  |                                    |

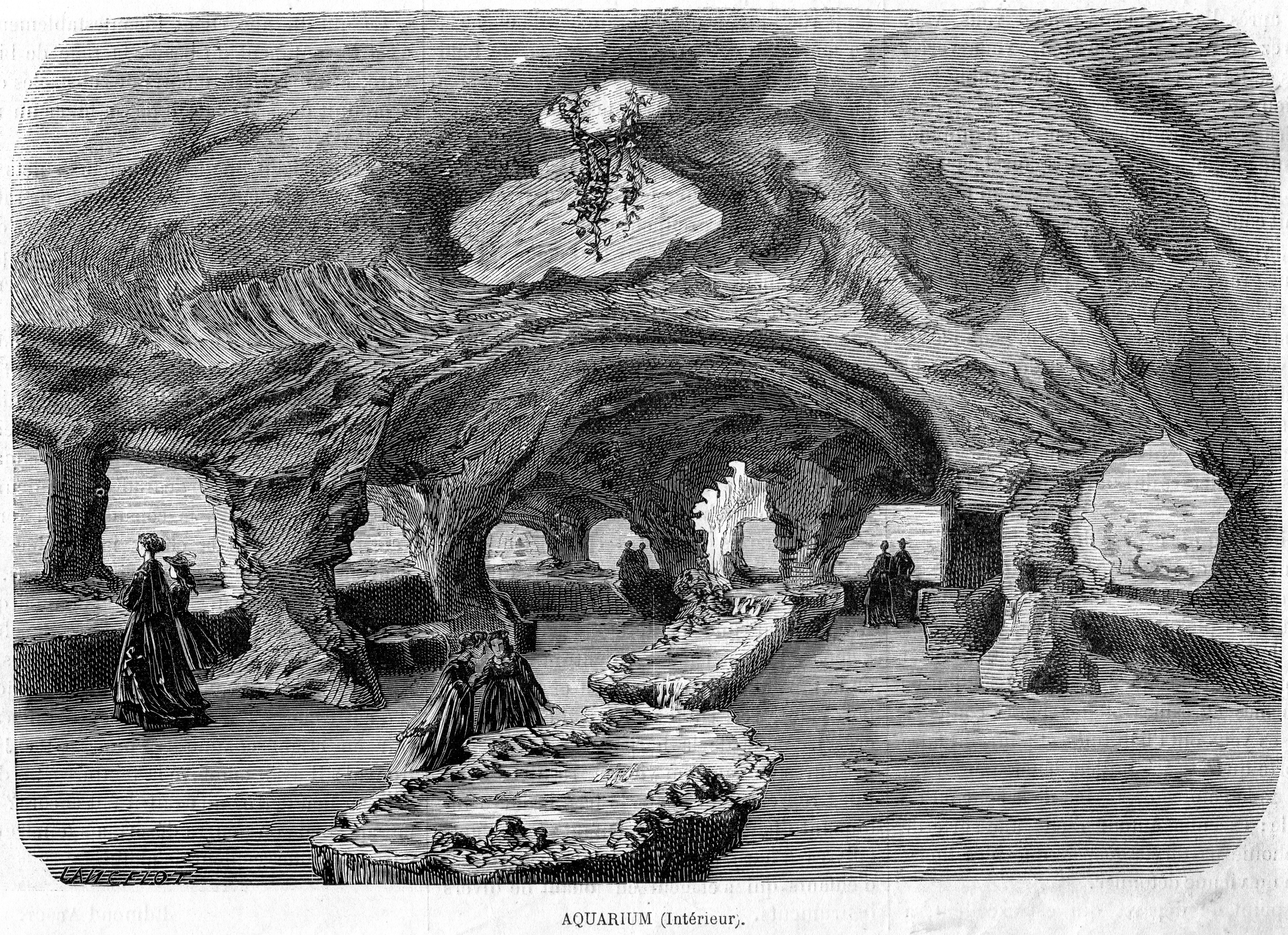
パリ万国博の水族館

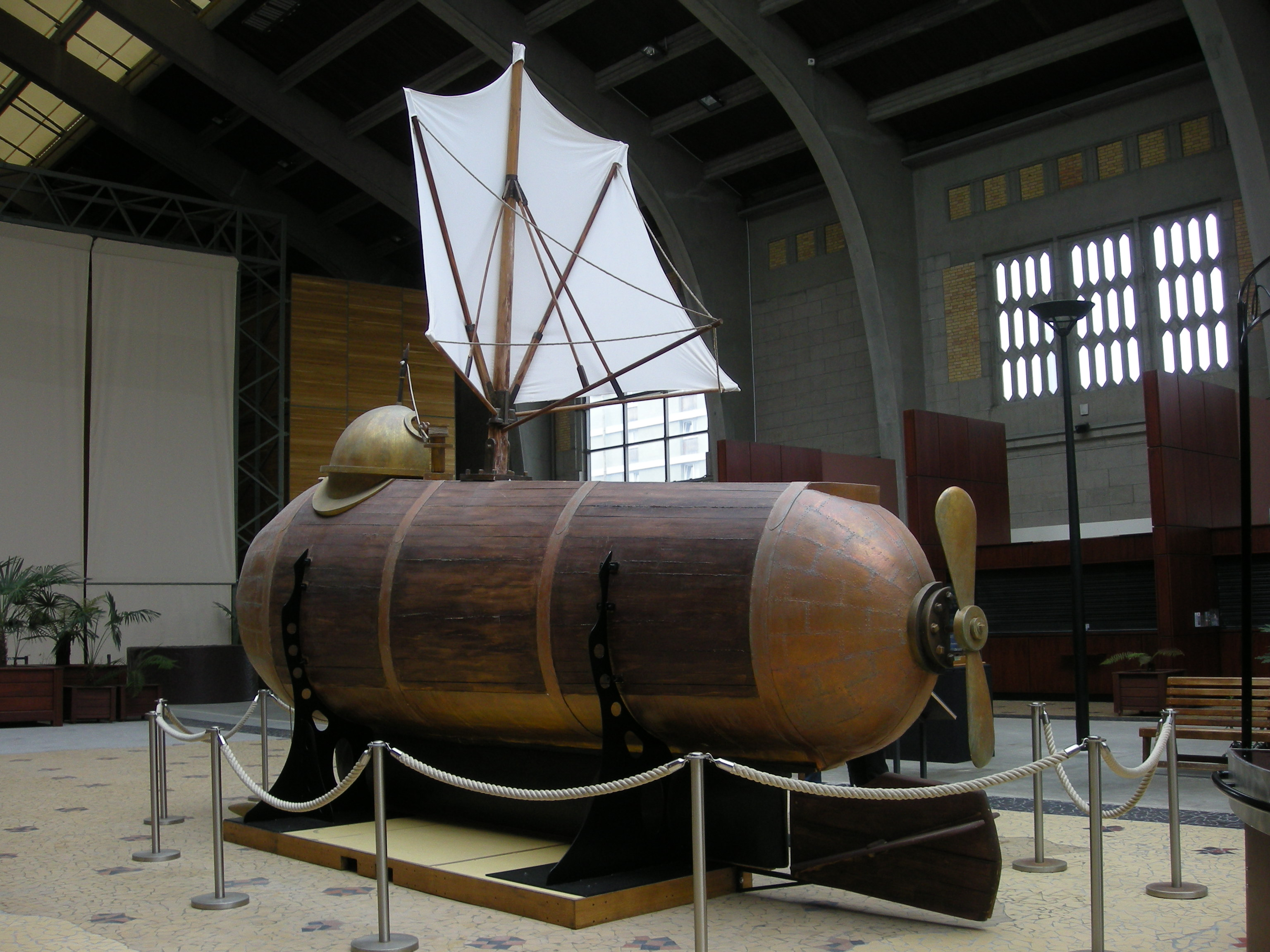
フルトン設計「ノーチラス」復元模型

本作で読者が誘われるさまざまな海洋の場面の描写は、ヴェルヌ自身の見聞と創作とを組み合わせたものである。
ヴェルヌが海底の物語を書くことになったきっかけは、ジョルジュ・サンドがヴェルヌの『気球に乗って五週間』や『地底旅行』を読んで感心し、作家に潜水艦が活躍する物語を需める書簡を書き送ったことが始まりとされており、1867年のパリ万国博覧会に設置された水族館や電気に関する展示にも触発されている。なお、主人公のアロナックスの風貌は25歳時のヴェルヌ自身がモデルとなっている。
ノーチラス号は本作が書かれる60年以上前にフランスで建造（技師はアメリカ人）された同名の潜水艦が存在する。このロバート・フルトンによって建造されたノーチラスはナポレオンの要請によって造られた水雷装備の軍艦で、動力は水中では人力、水上では帆船としても移動でき、外洋でも使用できるように錨が付いていた。フルトンは1801年にセーヌ川でテストを行ったものの、結局試作にとどまっている。
ヴェルヌのノーチラス号のような電機駆動の潜水艦は本書の出版の20年後、1888年9月8日に、スペイン海軍に所属していた科学者イサアク・ペラルによって設計され、2,995,000ペセタの開発費がかけられて実現した。こちらは電機潜水艦で、ペラル魚雷潜水艦と命名された。

## ヴェルヌの他作品との関係
本作品に登場するネモは『神秘の島』（1874年）にも登場し、アロナックスについても言及している。『神秘の島』には『グラント船長の子供たち』（1868年）のエアトンや、「グラントとネモの双方の物語にまたがって登場するすべての人たち」が登場する場面もあり、前記三つの物語を三部作とすることがある。
ただし、『神秘の島』本編（1865年-1869年）内で述べられているほか、2作内のエピソードの年代の記述は下記のように異なる。
| 事例                                 | 本来の作品中の年代 | 『神秘の島』での年代     |
| ------------------------------------ | ------------------ | ------------------------ |
| エアトンがタボル島に追放             | 1866年3月7日       | 1855年3月18日            |
| アロナックス教授がノーチラス号に収容 | 1867年11月7日      | 1852年頃 or1866年11月6日 |

脚注で各作品の日付について「やがてなぜ正確な日付が記されなかったか、おわかりいただけると思う。」「ここでも（中略）日付の食い違いが見られるが」と説明があるが、最後までこのずれについては説明されずに終わっている。

## 日本語訳
本作の原題は“Vingt Mille Lieues Sous Les Mers”（海底二万リュー）である。英語での題名もその直訳“Twenty Thousand Leagues Under the Sea”（海底二万リーグ）である。日本では、リューやリーグという単位になじみが薄いことから、当初は『海底六万哩（マイル）』と単位を換算して訳されたが、これと原題の「二万」とが混同されて『海底二万マイル』という題名が広まった。『海底二万里』という訳題は、日本の里とリューがほぼ同じ距離であり、語感も似ているために採られたものである。そのほか、『海底二万海里』、『海底二万哩』、『海底二万リュー』、『海底二万リーグ』、『海底二万マイル』、『海底旅行』などの題名も用いられる。

### 主な日本語訳版
- 『二万里海底旅行』鈴木梅太郎訳、京都山本 1880年
- 『六万英里海底紀行』井上勤訳、博聞社 1884年 全国書誌番号:41016235
- 『五大州中海底旅行』太平三次訳、四通社 1884年 全国書誌番号:41016237（上巻）、全国書誌番号:41016237（下巻） - 抄訳
- 『世界大衆文学全集第廿四巻 海底旅行 宇宙戦争』木村信児訳、改造社 1929年 全国書誌番号:47038525 - 『宇宙戦争』との合本
- 『海底旅行』鈴木良太郎訳、誠文堂新光社〈少年冒険奇談読物〉1938年 - 抄訳・『小学生の科学』誌付録
- 『海底旅行』海野十三訳、大日本雄弁会講談社〈世界名作物語〉1942年 全国書誌番号:20510687 - 抄訳
- 『海底二万里 科学探検続篇』村上啓夫訳、フタバ書院成光館 1943年 全国書誌番号:45023057 - 第2部のみ訳出
- 『怪鯨艇』『化石の森』『大渦巻』清水暉吉訳、牧陽社 1946年 NCID BN05121493（怪鯨艇）、NCID BA32071002（化石の森）
- 『海底大冒険』小野雅夫訳、同盟出版社〈小国民シリイズ〉1948年 - 抄訳
- 『海底旅行』村上啓夫訳、大日本雄弁会講談社〈世界名作全集〉1952年 全国書誌番号:45029783 - 抄訳
- 『海底旅行』五十公野清一訳、日本書房〈世界童話文庫〉1953年 全国書誌番号:45028063 - 抄訳
- 『怪潜艦X』カバヤ児童文化研究所〈カバヤ児童文庫〉1953年 全国書誌番号:22831018 - 抄訳
- 『海底二万里』石川湧訳、岩波書店〈岩波少年文庫〉1956年（上巻）、1957年（下巻） 全国書誌番号:45027311（上巻）、全国書誌番号:45027312（下巻） - 向井潤吉挿絵
- 『海底二万マイル』那須辰造訳、偕成社〈名作冒険全集〉1957年 全国書誌番号:45027645 - 抄訳・小松崎茂挿絵
- 『海底探検』唐沢道隆訳、学習研究社〈中学生名作文庫〉1958年 - 抄訳・『中学二年コース』誌付録
- 『海底旅行』山主敏子訳、金の星社〈ひらがな世界名作〉1958年 全国書誌番号:45027023 - 抄訳
- 『海底二万マイル』神宮輝夫訳、岩崎書店〈ベルヌ名作冒険選集〉1959年 全国書誌番号:45039039 - 抄訳
- 『少年少女世界文学全集 28 フランス編（4）』江口清訳、講談社 1960年 全国書誌番号:45031351 - 抄訳・『海底二万里』の訳題で『十五少年漂流記』『にんじん』などと合本
- 『海底二万リーグ』村上啓夫訳、早川書房〈ハヤカワ・SF・シリーズ〉1962年 全国書誌番号:62007160
- 『海底二万里』木村庄三郎訳、講談社〈少年少女世界名作全集〉1963年 全国書誌番号:45035432 - 抄訳
- 『海底二万海里』花輪莞爾訳、角川書店〈角川文庫〉1963年 ISBN 978-4-04-202204-6（改版 2009年 ISBN 978-4-04-202210-7（上巻）、ISBN 978-4-04-202211-4（下巻））
- 『少年少女新世界文学全集 20 フランス古典編（3） 海底二万里 愛の妖精 ファーブル昆虫記』小林正訳、講談社 1964年 全国書誌番号:45035737 - 抄訳・『愛の妖精』『ファーブル昆虫記』と合本
- 『海底二万里』西条八十訳、小学館〈少年少女世界名作文学全集〉1964年 全国書誌番号:45031511 - 抄訳・『まごころ』を併録
- 『海底二万マイル』白木茂訳、学習研究社〈少年少女ベルヌ科学名作全集〉1964年 全国書誌番号:45039058 - 抄訳
- 『海底旅行』塚原亮一訳、ポプラ社〈世界名作童話全集〉1964年 ISBN 978-4-591-00316-9 - 抄訳
- 『海底二万里』川崎竹一訳、講談社〈世界の名作〉1965年 全国書誌番号:45030252 - 抄訳
- 『海底二万里』塩谷太郎訳、旺文社〈中一文庫〉1965年 - 抄訳・『中一時代』誌付録
- 『少年少女世界の名作文学 23 フランス編5』篠原雅之訳、小学館 1965年 全国書誌番号:45035631 - 『海底二万里』の訳題で『十五少年漂流記』『八十日間世界一周』などと合本
- 『少年少女世界名作ライブラリー 17 ふしぎの国のアリス ほか』瀬川昌男訳、教育図書出版 山田書院 1966年 - 『海底二万里』の訳題で『ふしぎの国のアリス』『西遊記』と合本
- 『海底二万里』今西祐行訳、集英社〈母と子の名作文学〉1967年 全国書誌番号:45026943 - 抄訳
- 『海底二万里』江口清訳、集英社〈ヴェルヌ全集〉1967年 全国書誌番号:67008181
- 『海底旅行』海野十三訳、ポプラ社〈世界の名作〉1968年 全国書誌番号:45030199 - 抄訳
- 『海底二万マイル』塚原亮一訳、偕成社〈ベルヌ名作全集〉1968年 全国書誌番号:45039055 - 抄訳
- 『少年少女世界文学全集 3 宇宙戦争 海底二万里』村上啓夫訳、学習研究社 1968年 NCID BB22187551 - 『宇宙戦争』と合本
- 『なぞのせん水かん』神戸淳吉訳、岩崎書店〈SFえどうわ〉1969年 全国書誌番号:45009191 - 抄訳
- 『海底二万マイル』波多野完治訳、旺文社〈旺文社ジュニア図書館〉1970年 全国書誌番号:45005734 - 抄訳
- 『世界SF全集 1 ヴェルヌ』村上啓夫訳、早川書房 1970年 全国書誌番号:75009537 - 『海底二万リーグ』の訳題で『地底旅行』と合本
- 『海底二万リュー』江口清訳、旺文社〈旺文社文庫〉1972年 NCID BD05461640
- 『海底二万リーグ』榊原晃三訳、あかね書房〈少年少女世界SF文学全集〉1973年 全国書誌番号:45008486 - 抄訳
- 『海底二万マイル』佐山透訳、講談社〈少年少女ディズニー文庫〉1973年 全国書誌番号:45005736 - 抄訳・桑田次郎挿絵
- 『海底二万海里』清水正和訳、福音館書店〈福音館古典童話シリーズ〉1973年　ISBN 978-4-8340-0400-7 - 原書の挿絵を収録
- 『少年少女世界の名作 25 フランス編―6』藤原一生訳、小学館 1973年 全国書誌番号:20258574 - 『海底二万里』の訳題で『愛の妖精』『昆虫記』などとの合本
- 『海底二万里』榊原晃三訳、春陽堂書店〈春陽堂少年少女文庫〉1976年 全国書誌番号:76000751 - 抄訳
- 『海底旅行』瀬川昌男訳、主婦の友社〈少年少女世界名作全集〉1976年 全国書誌番号:76001040 - 抄訳
- 『海底2万マイル』村上啓夫訳、鶴書房〈SFベストセラーズ〉1976年
- 『海底二万里』荒川浩充訳、東京創元社〈創元推理文庫→創元SF文庫〉1977年 ISBN 978-4-488-51704-5
- 『海底二万マイル』加藤道子訳、ぎょうせい〈こども世界の名作〉1979年 全国書誌番号:79013214 - 抄訳
- 『海底二万里』竹村早雄訳、集英社〈少年少女世界の名作〉1982年 ISBN 978-4-08-266020-8 - 抄訳
- 『海底二万里』瀬川昌男訳、講談社〈国際児童版 世界の名作〉1983年 ISBN 978-4-06-180705-1
- 『海底旅行』北川幸比古訳、ポプラ社〈こども世界名作童話〉1988年 ISBN 978-4-591-02781-3 - 抄訳
- 『海底二万マイル』南本史訳、ポプラ社〈ポプラ社文庫〉1989年 ISBN 978-4-591-02969-5 - 抄訳
- 『海底二万里』木下友子訳、金の星社〈どきどきミステリーランド〉1991年 ISBN 978-4-323-01777-8 - 抄訳
- 『海底二万里』江口清訳、集英社〈集英社文庫 ジュール・ヴェルヌ・コレクション〉1993年 ISBN 978-4-08-760217-3（改版 2009年 ISBN 978-4-08-760570-9） - 改版前はメビウス表紙絵
- 『海底二万里』今西祐行訳、集英社〈子どものための世界文学の森〉1994年 ISBN 978-4-08-274007-8 - 抄訳
- 『海底二万里』大友徳明訳、偕成社〈偕成社文庫〉1999年　ISBN 978-4-03-652360-3（上巻）、ISBN 978-4-03-652370-2（中巻）、ISBN 978-4-03-652380-1（下巻） - 原書の挿絵を収録
- 『海底2万マイル』加藤まさし訳、講談社〈青い鳥文庫〉2000年　ISBN 978-4-06-148530-3 - 抄訳
- 『海底二万里』私市保彦訳、岩波書店〈岩波少年文庫〉2005年　ISBN 978-4-00-114572-4（上巻）、ISBN 978-4-00-114573-1（下巻）- 原書の挿絵を収録
- 『海底二万海里』清水正和訳、福音館書店〈福音館文庫〉2005年 ISBN 978-4-8340-2093-9（上巻）、ISBN 978-4-8340-2094-6（下巻） - 原書の挿絵を収録
- 『海底二万マイル』南本史訳、ポプラ社〈ポプラポケット文庫〉2005年 ISBN 978-4-591-08850-0 - 抄訳
- 『海底二万里』朝比奈美知子訳、岩波書店〈岩波文庫〉2007年 ISBN 978-4-00-325694-7（上巻）、ISBN 978-4-00-325695-4（下巻） - 原書の挿絵を収録
- 『齋藤孝のイッキによめる! 名作選 十五少年漂流記×海底2万マイル』齋藤孝訳、講談社 2012年 ISBN 978-4-06-217768-9 - 抄訳・『十五少年漂流記』と合本
- 『海底二万リーグ』村上啓夫訳、グーテンベルク21 2012年 ASIN B00AQRYREW（上巻）ASIN B00AQRYRHY（下巻）- 電子書籍のみ
- 『海底二万里』村松潔訳、新潮社〈新潮文庫〉2012年 ISBN 978-4-10-204402-5（上巻）、ISBN 978-4-10-204403-2（下巻） - 原書の挿絵を収録
- 『海底二万マイル』芦辺拓訳、学研プラス〈10歳までに読みたい世界名作〉2016年 ISBN 978-4-05-204402-1 - 抄訳
- 『海底二万里』渋谷豊訳、KADOKAWA〈角川文庫〉2016年 ISBN 978-4-04-101384-7（上巻）、ISBN 978-4-04-101385-4（下巻）
- 『世界と日本の名作冒険の物語』飯野由希代訳、成美堂出版 2020年 ISBN 978-4-415-32820-1 - 抄訳・『海底二万マイル』の訳題で収録
- 『新訳 海底2万マイル』番由美子訳、KADOKAWA〈角川つばさ文庫〉2020年 ISBN 978-4-04-631998-2 - 抄訳
- 『海底二万里』荷見明子訳、小学館〈小学館世界J文学館〉2022年 ASIN B0BSFDJ4B2 - 抄訳・電子書籍のみ・原書の挿絵を収録
- 『海底二万マイル』山本知子訳、ポプラ社〈ポプラキミノベル〉2022年 ISBN 978-4-591-17430-2 - 抄訳
- 『はじめて読む外国の物語 3年生』古藤ゆず訳、Gakken〈よみとく10分〉2024年 ISBN 978-4-05-205964-3 - 抄訳・『海底二万マイル』の訳題で『ロビンソン・クルーソー』や『小公女』などと合本

## 関連作品
本作は過去何度か映画化されており、なかでもディズニーによる『海底二万哩（マイル）』（1954年）が有名である。
- 1979年に村上啓夫の訳本をもとに1話15分の全10回構成でラジオドラマ化され、8月6日(月) - 10日(金)および13日(月) - 17日(金)の23:05 - 23:20 にNHK-FMで『連続ステレオ小説 海底二万リーグ』として放送された[11]。音楽を宇野誠一郎が担当した。
  - スタッフ
    - 脚色：西沢実
    - 音楽：宇野誠一郎
    - 技術：太田時雄、工藤忠三、
    - 効果：大八木健次、久保光男

  - 声の出演（役名表記は新聞、FM誌等の番組表および劇中での発音に従う）。
    - アロンナクス教授：臼井正明
    - 助手コンセイユ：八木光生
    - 銛打ちネッドランド親方：立沢雅人
    - ファラガット艦長：高桐真
    - ノーチラス号艦長ネモ：若山弦蔵
    - その他：劇団青年座
    - ナレーター：川久保潔
- 『海底大戦争 愛の20000マイル』 - タツノコプロが製作したアニメ作品。日本テレビにて1981年1月に90分の番組枠で放映された。『ジュール・ベルヌの海底大戦争』というタイトルが使われることもある。ノーチラス号やネモ船長などが登場するが、軍事独裁国家が支配する未来を舞台としている。脚本は佐々木守、監督は九里一平、演出は真下耕一、キャラクターデザインは高田明美。声の出演は井上純一などで、ネモ船長は黒沢良が演じた。
- 日本のテレビアニメ『ふしぎの海のナディア』は本作と『神秘の島』を原案としたとされているが、潜水艦ノーチラス号やネモ船長など一部登場人物の名前や、殉職（戦死）した乗組員を海底の墓場に葬るなどの一部のエピソードを除き、ほとんど共通点がない。
- ディズニーの劇場アニメ映画『アトランティス 失われた帝国』も本作を原作としたとされている。
- 東京ディズニーシーに本作が元になった『海底2万マイル』というアトラクションがある。こちらはノーチラス号に乗るのではなく、小型潜水艇に乗るという設定となっている。
- ドイツの作家ヴォルフガング・ホールバインにより、1990年代から続編『ノーチラス号の冒険』シリーズが書かれている。
- 2017年夏、宝塚歌劇団雪組により『CAPTAIN NEMO…ネモ船長と神秘の島…』として舞台化。